# Henry Nyrén
Henry Nyrén, född 16 februari 1923 i Kristiania (nuvarande Oslo), död 6 april 1982, var en norsk skådespelare.
Nyrén filmdebuterade 1939 i Leif Sindings De värnlösa. Han medverkade i sammanlagt sju film- och TV-produktioner 1939–1979 och är främst ihågkommen för rollen som skrothandlaren i Olsenbanden och guldskatten (1972). Han verkade även som scenskådespelare vid Oslo Nye Teater och Den Nationale Scene.

## Filmografi
- 1939 – De värnlösa
- 1958 – Pastor Jarman kommer hjem
- 1963 – Læraren
- 1964 – Marenco
- 1966 – Broder Gabrielsen
- 1972 – Olsenbanden och guldskatten
- 1979 – Kärlekens färjeturer